# Manfred Oppermann (arheolog)
Manfred Oppermann (născut la 14 iulie 1941, Halberstadt) este un arheolog și autor german, care practică arheologie clasică, specialist în tracologie, având cercetări și lucrări despre traci și geți.

## Biografie
Oppermann a studiat între 1965 și 1968 arheologie clasică la Universitatea din Sofia, pe care a absolvit-o în 1971.

## Operă
- Thraker zwischen Karpatenbogen und Ägäis - Oppermann, Manfred, Leipzig, Urania-Verlag, 1984,[3]
  - În limba română, Tracii între arcul carpatic și Marea Egee, Editura Militară, 1988, București [4]

## Literatură
- Lothar Mertens: Das Lexikon der DDR-Historiker. Saur, München 2006, ISBN 3-598-11673-X, S. 469.